# Marilyn Hacker
Marilyn Hacker, född 27 november 1942, är en amerikansk poet, kritiker och översättare. Med diktsamlingarna Going Back to the River (1990), Love, Death, and the Changing of the Seasons (1986) och Presentation Piece (1975) vann hon the National Book Award. 
Hacker har varit gift med Samuel R. Delany och nämns i hans självbiografier Heavenly Breakfast och The Motion of Light in water. 
Hennes dotter Iva Hacker Delany (född 1974) är teaterregissör i New York. 